# Shelby (Montana)
Shelby és una població dels Estats Units a l'estat de Montana. Segons el cens del 2000 tenia 3.216 habitants.

## Demografia
Segons el cens del 2000, Shelby tenia 3.216 habitants, 1.196 habitatges, i 735 famílies. La densitat de població era de 392,9 habitants per km².
Dels 1.196 habitatges en un 30,9% hi vivien nens de menys de 18 anys, en un 50,8% hi vivien parelles casades, en un 7,5% dones solteres, i en un 38,5% no eren unitats familiars. En el 35,5% dels habitatges hi vivien persones soles el 16,1% de les quals corresponia a persones de 65 anys o més que vivien soles. El nombre mitjà de persones vivint en cada habitatge era de 2,34 i el nombre mitjà de persones que vivien en cada família era de 3,07.
Per edats la població es repartia de la següent manera: un 24% tenia menys de 18 anys, un 7,2% entre 18 i 24, un 29,5% entre 25 i 44, un 22,9% de 45 a 60 i un 16,4% 65 anys o més.
L'edat mediana era de 39 anys. Per cada 100 dones de 18 o més anys hi havia 108,9 homes.
La renda mediana per habitatge era de 29.219 $ i la renda mediana per família de 41.046 $. Els homes tenien una renda mediana de 27.634 $ mentre que les dones 19.444 $. La renda per capita de la població era de 15.071 $. Aproximadament el 6,1% de les famílies i el 8,6% de la població estaven per davall del llindar de pobresa.

## Poblacions més properes
El següent diagrama mostra les poblacions més properes.